# Большие Дербышки
Большие Дербышки (тат. Олы Дәрвишләр, Olı Därwişlär, МФА: [olo dærwiʃlær]) — посёлок в Советском районе Казани.

## География
Большие Дербышки расположены на реке Казанка. Южнее находятся садовое товарищество «Казанка-2» и очистные сооружения КОМЗ, севернее — объездная дорога, западнее — Дербышкинский лес.

## История
Предположительно, возникла не позднее периода Казанского ханства. После захвате Казани русскими упоминается как дворцовая деревня.
Четвёртая ревизия 1781 года выявила в деревне 85 ревизских душ дворцовых крестьян; позже они перешли в разряд удельных крестьян.
На конец XIX века деревня имела земельный надел площадью 821,5 десятин; кроме сельского хозяйства жители деревни занимались кузнечным и колёсным промыслами, пчеловодством, часть жителей уходила на заработки в города; в церковно-административном отношении входила в приход села Борисоглебское Каймарской волости.
С середины XIX века до 1924 года Большие Дербышки входили в Собакинскую (Калининскую) волость Казанского уезда Казанской губернии (с 1920 года — Арского кантона Татарской АССР); в 1924 году, при укрупнении волостей в ТАССР вошла в состав Воскресенской волости. После введения районного деления в Татарской АССР в составе Воскресенского (Казанского, 1927–1938), Юдинского (1938–1950), Высокогорского (1950–1963, 1965–1984) и Зеленодольского (1963–1965) районов; с 1984 года Большие Дербышки находились в подчинении Советского райсовета Казани. В 1998 году постановлением Государственного Совета РТ присоединены к Советскому району Казани (где указаны как населённый пункт Выскогорского района).
На низшем административном уровне Большие Дербышки входили в Большедербышкинский сельсовет, образованный в 1919 году, и являлись его центром до 1998 года.
В 2020-е годы между Большими Дербышками и магистралью М7 «Волга» планируется возведение нового жилого массива.

## Население
| 1859 | 1897  | 1908  | 1920 | 1926 | 1938 | 1949 |
| ---- | ----- | ----- | ---- | ---- | ---- | ---- |
| 516  | ↘411  | ↗614  | ↗765 | ↗895 | ↗953 | ↘610 |
| 1958 | 1970  | 1989  | 2000 |      |      |      |
| ↗924 | ↗1006 | ↗1058 | ↘918 |      |      |      |

## Улицы
- Заречная (тат. Елга аръягы урамы, Yılğa aryağı uramı). Начинаясь от Новой улицы, пересекает Окружную улицу, заканчивается у северной окраины посёлка.
- Исаева (тат. Исаев урамы, İsayıf uramı). Названа в честь председателя Большедербышкинского сельсовета Михаила Исаева, убитого бандитами в 1927 году; в честь него же была названа и сельская школа ? позже филиал № 2 школы № 101 (Исаева, 20, снесена).[21] Начинаясь от Советской улицы, заканчивается у садоводческого товарищества «Казанка-2».
- Кооперативная (тат. Кәпирәтиф урамы, Käpirätif uramı). Начинаясь недалеко от западной окраины посёлка, заканчивается пересечением с Советской улицей; ещё одно ответвление улицы заканчивается пересечением с Новой улицей.
- Краевая (тат. Төбәк урамы, Töbäk uramı). Начинаясь от Лесной улицы, заканчивается у садоводческого товарищества «Казанка-2».
- Лесная (тат. Урманлы урам, Urmanlı uram). Начинаясь от безымянного проезда, являющегося восточной границей посёлка, пересекается с Краевой улицей и заканчивается, переходя в безымянный проезд между кладбищем и садоводческим товариществом «Казанка-2».
- Лотфуллы Фаттахова (тат. Лотфулла Фәттахов урамы, Lotfulla Fättaxof uramı). Названа постановлением Кабинета Министров РТ № 76 от от 11 февраля 2008 года в честь художника, лауреата Тукаевской премии Лотфуллы Фаттахова.[22] Начинаясь от Окружной улицы и заканчивается пересечением с ней же.
- Новая (тат. Яңа урам, Yaña uram). Начинаясь от Заречной улицы, заканчивается пересечением с Советской улицей.
- Окружная (тат. Әйләнәле урам, Äylänäle uram). Начинаясь от Заречной улицы, пересекает улицу Лотфуллы Фаттахова, затем переходит в подъездную дорогу к магистрали М7 «Волга».
- Советская (тат. Сәвит урамы, Säwit uramı). Начинаясь от Новой улицы, пересекается с Кооперативной улицей и поворачивает на юг, после пересечения с улицей Исаева вновь поворачивает, идя параллельно самой себе и закачивается у Казанки.

## Транспорт
До посёлка ходит автобусный маршрут № 11.